# Католицька церква у Венесуелі
Като́лицька це́рква у Венесуе́лі — найбільша християнська конфесія Венесуели. Складова всесвітньої Католицької церкви, яку очолює на Землі римський папа. Керується конференцією єпископів. Станом на 2004 рік у країні нараховувалося близько 24 815 000 католиків (87,82% від усього населення). Існувало 38 діоцезій, які об'єднували 1256 церковних парафій.  Кількість  священиків — 2557 (з них представники секулярного духовенства — 1493, члени чернечих організацій — 1064), постійних дияконів — 138, монахів — 1628, монахинь — 3775.

## Статистика
Згідно з «Annuario Pontificio» і Catholic-Hierarchy.org:
| Рік | Населення | Населення | Населення | Священики | Священики | Священики | Священики           | Диякони | Ченці    | Ченці | Парафії |
| Рік | католики  | загалом   | %         | загалом   | секулярні | ченці     | вірних на священика | Диякони | чоловіки | жінки | Парафії |
| --- | --------- | --------- | --------- | --------- | --------- | --------- | ------------------- | ------- | -------- | ----- | ------- |

## Діоцезії
Шаблон:Католицька церква у Венесуелі